# Kabompo
Kabompo je mesto v zahodni Zambiji, ki leži ob reki Kabompo in cesti M8. V mestu se nahaja rimskokatoliški misijon. Območje obdaja bujen gozd.